# Kamil Kmiecik
Kamil Kmiecik (ur. 28 lutego 1988) – polski futsalista, zawodnik z pola, reprezentant Polski. Obecnie jest zawodnikiem występującego w ekstraklasie Rekordu Bielsko-Biała. 

## Przebieg kariery
Kamil Kmiecik początkowo występował w drużynach piłki nożnej (m.in. Zagłębie Sosnowiec). Swoją karierę w futsalu zaczął od występów w drugoligowym klubie Eta Dąbrowa Górnicza. W ekstraklasie zadebiutował w sezonie 2013/2014 w barwach AZS-u UŚ Katowice. Po tym sezonie został wybrany największym odkryciem sezonu w Plebiscycie Futsal Ekstraklasy. Przed następnym sezonem dołączył do drużyny Rekord Bielsko-Biała, która wtedy była Mistrzem Polski. Na początku sezonu ze swoją nową drużyną dotarł do Main Round UEFA Futsal Cup. W dalszej części zdobył brązowy medal ekstraklasy oraz grał w finale Pucharu Polski. We wrześniu od selekcjonera reprezentacji Polski Andrzeja Biangi otrzymał powołanie na Turniej Państw Wyszehradzkich.